# Doomsday: Back and Forth Series 5: Live in Dresden
Doomsday: Back and Forth, Vol. 5: Live in Dresden è un album live della band Skinny Puppy.

## Il disco
L'album fu registrato il 20 agosto del 2000 durante la performance della band canadese al Doomsday Festival di Dresda, Germania. Questa performance avvenne in occasione della riunione degli ex membri della band, cEvin Key e Nivek Ogre. È stato il primo concerto degli Skinny Puppy dal 1992, il primo in Europa dal 1988, e il primo in assoluto nella ex Germania Est.
Gli Skinny Puppy fecero un altro tour nel 2004 The Greater Wrong of the Right Tour.

## Tracce
1. "Deep Down Trauma Hounds" – 4:46 (tratto da Cleanse Fold and Manipulate)
2. "Love in Vein" – 5:18 (tratto da Last Rights)
3. "Inquisition" – 5:16 (tatto da Last Rights)
4. "Convulsion" – 3:07 (tratto daToo Dark Park)
5. "Worlock" – 5:13 (tratto da Rabies)
6. "Grave Wisdom" – 3:45 (tratto da Too Dark Park)
7. "Killing Game" – 3:51 (tratto da Last Rights)
8. "Social Deception" – 2:58 (tratto da  Bites)
9. "First Aid" – 5:51 (tratto da Cleanse Fold and Manipulate)
10. "Testure" – 5:07 (tratto da VIVIsectVI)
11. "Dig It" – 6:18 (tratto da Mind: The Perpetual Intercourse)
12. "Tin Omen" – 4:39 (tratto da Rabies)
13. "Harsh Stone White" – 4:29 (tratto da VIVIsectVI)
14. "The Choke" – 7:10 (tratto daBites)

## Performance originale
Il CD è una versione ridotta del concerto perché quattro pezzi non sono stati inclusi.  La scaletta originale del concerto comprendeva infatti:
1. Choralone *
2. Deep Down Trauma Hounds
3. Love in Vein
4. Inquisition
5. Hardset Head *
6. Convulsion
7. Worlock
8. Grave Wisdom
9. Killing Game
10. Social Deception
11. First Aid
12. Testure
13. Dig It
14. Tin Omen
15. Nature's Revenge *
16. Harsh Stone White
17. The Choke
18. Smothered Hope *

* Denota che questa canzone non fu inclusa nel CD release.
- "Hardset Head", che non era mai stata suonata dal vivo, doveva apparire nel CD ma fu esclusa all'ultimo momento a causa di controversie sui diritti d'autore. Fu tuttavia disponibile per il download dal sito della Nettwerk in versione MP3 e più tardi apparì su Back and Forth 6 nel 2003.

### DVD
Lo show fu anche registrato su video per una successiva pubblicazione su DVD. La Nettwerk, a causa di problemi finanziari, alla fine decise di non pubblicarlo.

## Componenti della Band
- cEvin Key live drums
- Nivek Ogre vocals

Nastri preregistrati furono usati per il resto dei suoni.

### Produzione
- Stefen Herwig - Doomsday live show production
- Mike Schorler & Sven Borges - Concert Promotion
- Greg Reely - Recording & sound engineer
- Ernst Tochtenhagen - Local stage management
- Graf Haufen - Video footage
- Christian Pbeck - Video production
- Udo Strass - Video Projection
- Alex Skull - Backline
- Ellen Döhring - Additional backline
- Marcus Scriba & Loki - Ogre doubles
- Thomas Schöttler - Device coordination
- Gunter Wessling - Device construction
- Thomas Kuntz - Animatronic puppet creation